# هیرواکی کومون
هیرواکی کومون (انگلیسی: Hiroaki Kumon؛ زادهٔ ۲۰ اکتبر ۱۹۶۶) بازیکن فوتبال اهل ژاپن است.
از باشگاه‌هایی که در آن بازی کرده‌است می‌توان به باشگاه فوتبال یوکوهاما و باشگاه فوتبال جف یونایتد ایچیهارا چیبا اشاره کرد.